# Ossa Factory
|  | Aquest article tracta sobre la nova empresa gironina. Si cerqueu informació sobre la històrica empresa de la Zona Franca, vegeu «Ossa (empresa)». |

Ossa Factory fou una empresa catalana dedicada a la producció de motocicletes i de roba, fundada el 2009 pels empresaris gironins Jordi Cuxart i Joan Gurt amb la intenció de rellançar la històrica marca de motocicletes OSSA, després de gairebé tres dècades del seu tancament. L'empresa disposava de dos centres de producció: les motocicletes es dissenyaven i fabricaven al polígon industrial de Domeny, Girona, i el disseny de la roba es feia des de les seves instal·lacions a Sant Feliu de Guíxols, Baix Empordà.
Durant el 2014, com a resultat de la fusió amb Gas Gas, la major part de la producció de motocicletes es traslladà al centre de producció d'aquesta darrera empresa, a Salt. La profunda crisi que patí Gas Gas des de començaments del 2015 n'acabà provocant la suspensió d'activitats cap a juliol d'aquell any, arrossegant en la seva caiguda també les motocicletes Ossa.

## Història

### Gestació
El març del 2009, els gironins Jordi Cuxart i Joan Gurt anunciaven el renaixement de la marca quan ja feia temps que n'havien aconseguit totes les patents, salvant-les pels pèls de caure en mans d'empresaris estatunidencs. El mes d'abril del mateix any, la premsa escrita començà a fer-se ressò de la probable tornada a escena d'OSSA, i cap al setembre es confirmava que la mítica marca renaixeria després de tres dècades de silenci.
Finalment, el mes de novembre del 2009 va tenir lloc al saló de la motocicleta EICMA de Milà la presentació oficial del nou model de trial de la renascuda empresa, la TR 280i, amb un revolucionari motor d'injecció inclinat cap enrere. Per al desenvolupament i millora del model, l'empresa fitxà el Campió del Món de trial Marc Colomer com a pilot de proves.

### Els preparatius del 2010
El juliol del 2010 s'anunciava que la nova empresa iniciaria ben aviat la seva activitat. Al mateix temps, OSSA formà un equip oficial de trial, dirigit per Marc Colomer, que debutaria al Campionat del Món del 2011 amb dos pilots oficials, un dels quals en Jeroni Fajardo, patrocinat per Petromiralles, i l'altre la jove promesa Mireia Conde. En aquest sentit, durant l'edició del Trial de les Nacions del 2010 a Polònia, els directius de l'empresa presentaren oficialment el seu projecte a la FIM i Marc Colomer provà en públic dues unitats de la TR280i.

### Els inicis (2011)

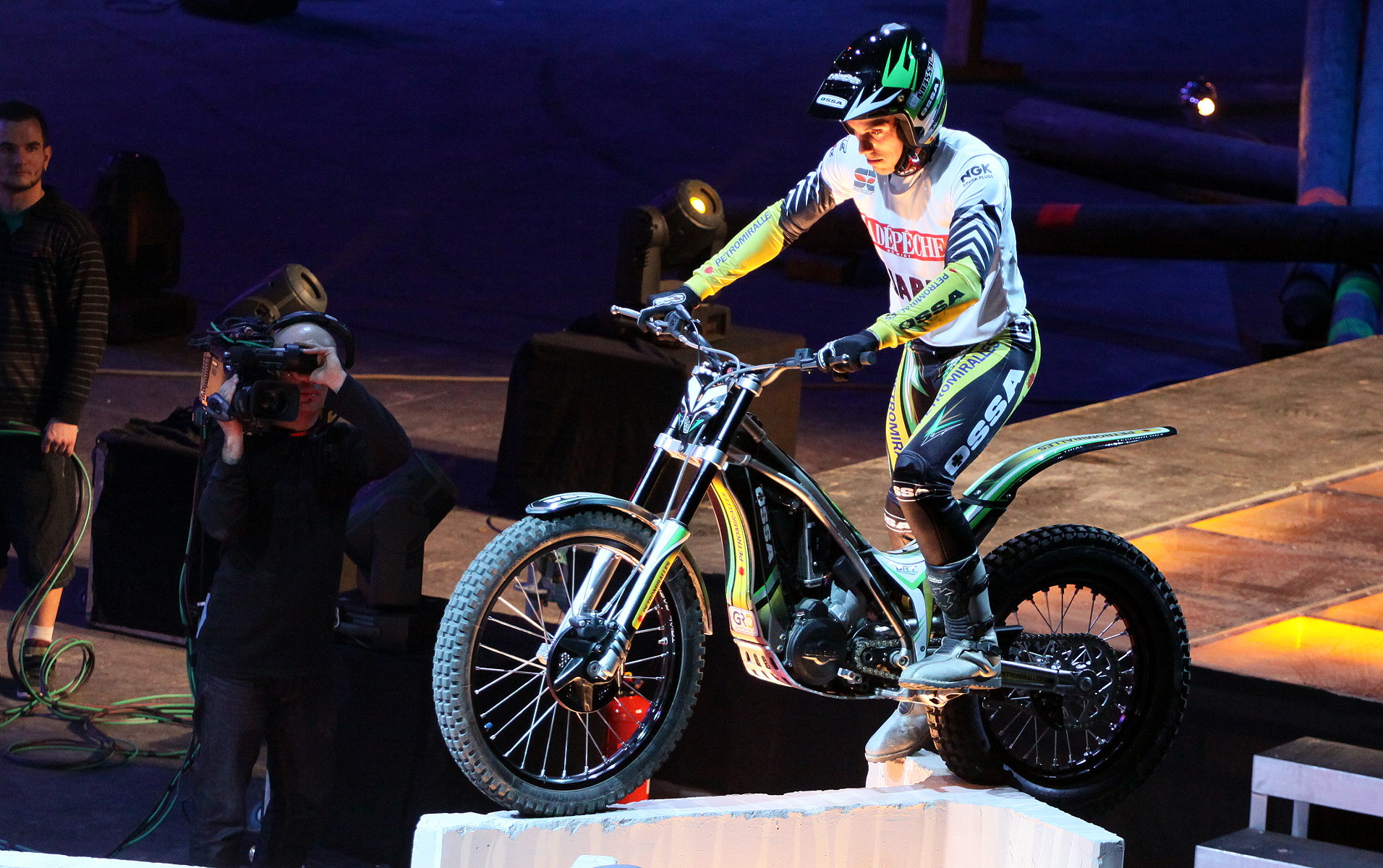
Jeroni Fajardo amb la TR280i al Trial de Tolosa (2011)

Els primers mesos del 2011 l'empresa passà uns moments difícils. El 5 d'abril, Marc Colomé l'abandonà i el seu càrrec fou ocupat per Jaume Subirà. Durant aquells mesos, Ossa Factory havia iniciat un compte enrere per a mirar d'evitar una deslocalització forçada a un altre territori on se li garantís el suport necessari per a fer el creixement productiu obligat, ja que al seu país no rebia el suport administratiu que li calia per a tirar endavant el seu creixement. Sobre la taula, Ossa tenia ofertes llamineres d'Andorra i de dos territoris de l'estat espanyol perquè hi traslladés la seva producció.
Finalment, al maig, l'executiu català feu un gest important per a salvar una empresa emblemàtica. «La Generalitat està disposada a donar suport a l'aval de quatre milions d'euros de crèdit bancari que necessitem per a atendre el volum de producció que ja tenim contractat amb proveïdors de tot el món entre el 2011 i el 2013. L'esforç econòmic que farem serà brutal, però estem molt contents i decidits a continuar endavant, perquè, ara sí, veiem un camí traçat per a poder-nos quedar a casa», explicava Joan Gurt a mitjans de maig del 2011.

### Associació amb Gas Gas i Rieju (2012)
El 16 de març de 2012 s'anuncià que Gas Gas, Ossa i Rieju havien decidit d'unir-se per a desenvolupar conjuntament un motor de quatre temps compatible amb les motos que produïen les tres companyies. L'acord disposava d'un pressupost de dos milions d'euros i, segons s'anuncià, «és el primer punt de col·laboració entre les marques, però hi ha altres projectes en cartera». El motor s'havia de fabricar probablement a la planta de Gas Gas i l'objectiu era tenir-lo acabat en un termini de dos anys. Segons Joan Sureda, Director general d'Indústria de la Generalitat de Catalunya, el projecte es feia conjuntament amb l'administració catalana.

### Fusió amb Gas Gas (2014)
El 24 gener de 2014 es va anunciar que l'empresa es fusionava amb Gas Gas, per bé que les marques respectives continuarien diferenciades. L'acord consistia en l'absorció d'Ossa per part de Gas Gas, de manera que els equips i la plantilla del primer es varen concentrar a les instal·lacions de Gas Gas a Salt, amb més capacitat. Ossa cedia la llicència de fabricació i cobrava, a canvi, uns drets. La llicència de la marca Ossa va continuar, però, en mans dels seus tres propietaris (Gurt, Roma i Laplaza). L'operació fou apadrinada per la Generalitat de Catalunya amb un crèdit de dos milions d'euros a través de l'Institut Català de Finances (ICF), per tal que els dos socis despleguessin el pla industrial conjuntament. Els recursos havien de garantir la viabilitat d'Ossa, que buscava recursos per a nous models, i també el creixement de Gas Gas.
Un dels primers projectes que es preveia en l'acord de fusió era el desenvolupament conjunt d'una nova moto d'estil "vintage", que hauria de portar el segell d'Ossa i que suposaria l'entrada de la marca en el món de la carretera.

## Empresa
El renaixement d'OSSA fou possible gràcies als esforços d'un equip dirigit per Jordi Cuxart, president de la nova empresa Ossa Factory, i integrat per Joan Gurt (director general), Alexandre Laplaza i Joan Roma. Josep Serra "Xiu" és l'enginyer i l'ànima de la nova TR 280i, havent estat el gestor del projecte i dissenyador de l'innovador prototipus.
Al moment de començar, es calculava que la planta de Girona ocuparia una cinquantena de persones i tenia capacitat per a produir 6.000 motos a l'any, entre els mesos d'agost i desembre. De gener a juliol l'empresa es dedicaria a la investigació i desenvolupament de nous projectes. Pel que fa a la roba, a mitjan 2010 se'n començaren a comercialitzar les primeres col·leccions a nivell internacional i n'hi havia de previstes per a dona i infants.
Ossa Factory arrencava amb una inversió de 4,5 milions d'euros i preveia tancar l'exercici del 2010 amb prop de 6 milions d'euros de facturació, acostant-se als 15 milions de facturació l'any següent (finalment, però, l'empresa va tancar el 2011 amb una facturació de 7,5 milions d'euros).

## Producció
L'empresa preveia tancar el 2010 havent fabricat 1.250 motos de trial, doblar-ne la producció a final del 2011 (concretament, el 2011 es comptava produir 3.000 unitats del model de trial) i llançar aquell any un nou model d'enduro.
De cara al 2012 es preveia llançar-ne un de carretera i, a més, el setembre de 2011 es feu públic que l'empresa estava enllestint dos nous projectes també per al 2012, els quals es presentaren al Saló Internacional de la Moto de Milà el 8 de novembre:
- Una versió actualitzada de l'Explorer de 1973, recordat model que derivava de la MAR 250 però se'n diferenciava pel seu color daurat, seient de dues places i motor més pacífic. Segons Joan Gurt, la nova Explorer «conservarà el seient de dues places, però estèticament i tecnològicament serà prou diferent».[20] La producció estava prevista pel març de 2012, i es preveia comercialitzar-la abans de l'estiu.
- L'EDI 280, una moto d'enduro amb motor de dos temps d'injecció -la primera d'aquestes característiques a tot el món- i un xassís revolucionari. Segons Gurt, la moto «és una revolució tecnològica de primer ordre, que ha estat possible gràcies a l'equip d'enginyers catalans d'OSSA».[20] La moto s'havia de començar a produir a la fàbrica de Girona el setembre de 2012, i havia de sortir a la venda entre finals d'any i començaments del 2013. Un cop presentada, aquesta moto fou premiada al Saló de Milà de 2012 com a «la moto d'enduro més revolucionària» i «la millor moto del saló».[18] Es preveia fabricar-ne 3.000 unitats durant el primer any.

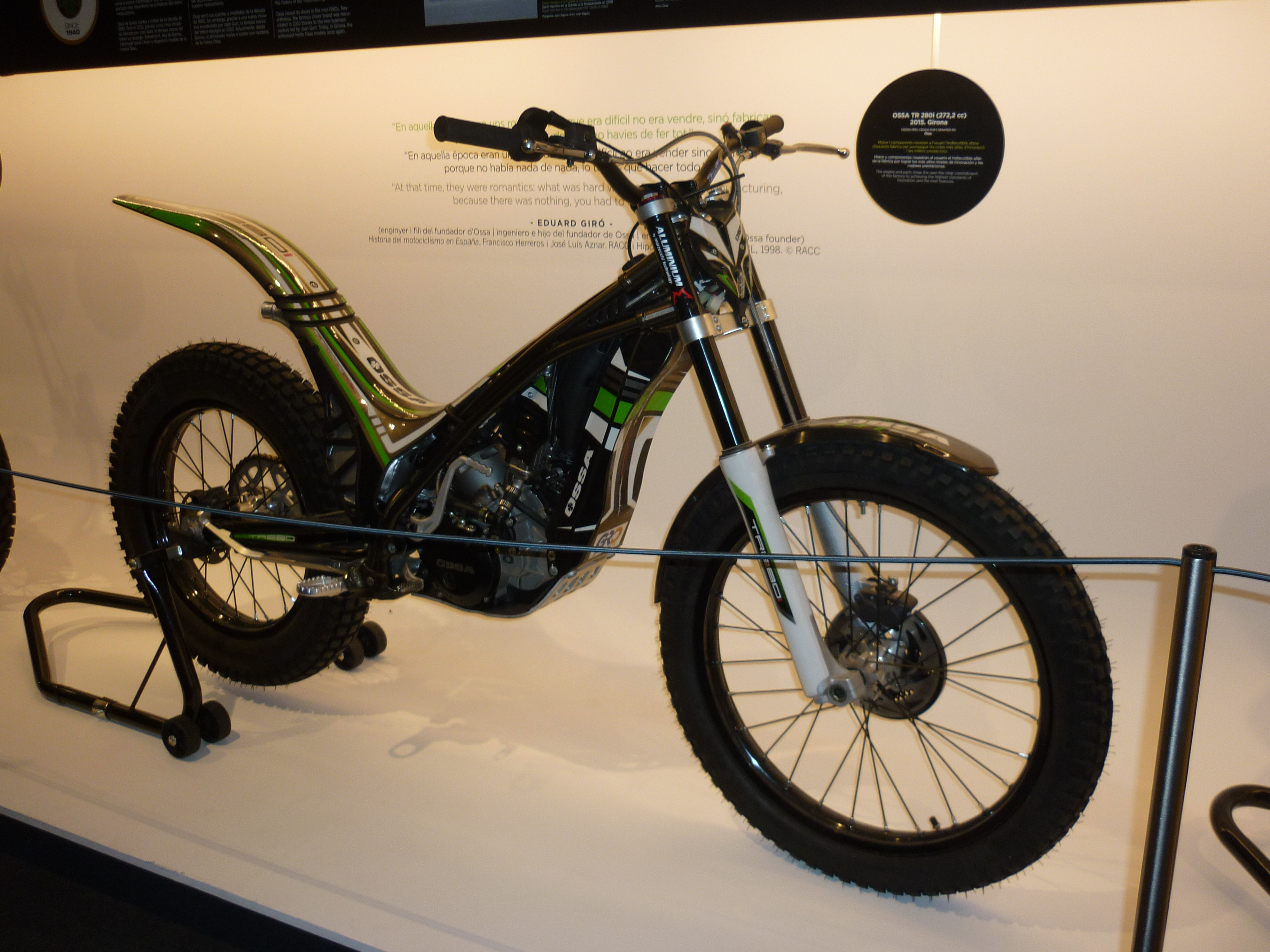
La versió de 2015 de la TR 280i

El producte més emblemàtic de la marca és la innovadora TR 280i, el primer model que va treure a la venda.

### TR 280i
Llançada el 2010, la TR 280i fou en el seu moment la moto de trial més lleugera del mercat, amb un pes de 64,5 kg (oficialment feia mig quilo menys que el mínim que marca la normativa de la FIM). Es preveia que la moto arribés als concessionaris a partir del 15 de setembre del 2010, al preu de 6.640 euros. Entre altres innovacions, incorpora un sistema d'alimentació per injecció que permet la redistribució de diversos elements de la moto, situant-hi el dipòsit de 2,6 litres a la part alta per tal de repartir millor els pesos. El sistema d'injecció l'ha dissenyat l'empresa japonesa Kokusan Denki, i compta amb avenços tecnològics com ara el seguiment informàtic de tot el procés d'injecció del motor.
Les 1.250 unitats que se'n pensaven fabricar inicialment estaven totes venudes a distribuïdors d'arreu del món (el 80% dels quals fora de la península Ibèrica), principalment a Europa, Austràlia, Japó, Canadà i Nova Zelanda.